# Luigi Vanvitelli
Luigi Vanvitelli (Nápoly, 1700. május 12. – Caserta, 1773. március 1.) olasz mérnök és építész. A 18. század egyik kiemelkedő építésze. Letisztult késő barokk formavilága már a klasszicista stílus felé vezető átmenet jegyeit mutatja.
Vanvitelli Nápolyban született a holland tájképfestő Caspar van Wittel fiaként. A Vanvitelli név a van Wittel olaszosításával jött létre.
Niccolò Salvi tanítványa volt Rómában, akivel közösen építették a Trevi-kutat. Római tartózkodása alatt több sikeres építkezést vezetett (San Giovanni di Laterano főhomlokzata, Palazzo Poli homlokzata), emiatt XII. Kelemen pápa Marche tartományba küldte, ott elindított pápai építkezések felügyeletére. 1732-ben építette meg Anconában a Lazaretto ötszögű, 20 ezer négyzetméteres épületét a katonaság számára. Rómába visszatérve a Szent Péter-bazilika kupoláját stabilizálta, miután számos repedés jelentkezett rajta. Ugyanekkor festette a San Cecilia in Trastevere freskóit.
Építőmérnöki és tervezői hírnevének köszönhetően fogadta fel VII. Károly a casertai királyi palota megépítésére. Életének további részében ezen a projekten dolgozott VII. Károly, majd utódja IV. Ferdinánd uralkodása alatt. Nápolyban az ő tervei alapján épült fel a királyi palota (1753), valamint néhány nemesi palota és templom. Építőmérnöki munkásságához kapcsolódik a casertai palota kertjeinek szökőkútjait ellátó vízvezetékrendszer, valamint a beneventói híd a Calore folyó felett.
1773-ban hunyt el Casertában.